# Magdalena amb dues espelmes
La Magdalena amb dues espelmes, també coneguda com La Magdalena penitent, és un quadre del pintor francès Georges de La Tour pintat entre 1625-1650, amb unes mides de 133,4 × 102,2 cm. Aquest oli sobre llenç presenta a Maria Magdalena, molt semblant a altres diverses pintures d'una sèrie de l'artista dedicada a aquest tema religiós. Es troba en les col·leccions del Museu Metropolità d'Art de Nova York, donat pel matrimoni Wrightsman l'any 1978, i per això mateix en algun moment va ser coneguda com La Magdalena penitent de Wirghtsman.

## Context
La figura de Maria Magdalena va ser molt popular com a tema en la pintura europea del segle xvii. Com «pecadora» semblava la antítesi de Jesucrist, que predicava el penediment i la reflexió i que va renunciar «al plaer de la carn». A causa de la seva posició en el Nou Testament com a companya en la vida de Crist, simbolitza el poder del perdó i la possibilitat de canvi, d'una vida de pecat a la santedat, amb l'èmfasi en la penitència. En el moment de la Contrareforma es va aplicar dins de l'Església Catòlica com un exemple convincent de la possibilitat del perdó i el penediment.

## Descripció
La Maria Magdalena que retrata l'artista mostra un gran realisme, amb un fort contrast entre la llum brillant de les espelmes i la resta de les zones en ombra que fa que el treball tingui una certa reminiscència de les obres de Caravaggio, encara que es desconeix si De la Tour, coneixia alguna pintura de l'artista italià. Típic de l'obra De la Tour, és la composició geomètrica, es fa un ús simplificat, amb una paleta de colors limitada i un fort èmfasi en tots els detalls. L'atmosfera crea una quietud i reflexió menys dramàtica que en l'obra de Careavaggio, però igual de poderosa. El silenci que es registra en l'escena emana de la llum de l'espelma reflectida en el mirall, les dues flames reflecteixen la vida real i la il·luminació cap al penediment.

## Variants
De la Tour almenys va treballar en cinc versions sobre Maria Magdalena com a figura central, sempre girada cap a uns elements i amb un cert èmfasi en la seva transformació espiritual. Dues obres quasi idèntiques es troben en el Museu del Louvre i en el Museu d'Art del Comtat de Los Angeles totes dues amb les espatlles descobertes i amb una única flama. Les altres dues obres també similars estan en la National Gallery of Art de Washington DC i en el Museu Lorrain de Nancy, en aquestes pintures, Magdalena té una actitud més contemplativa i es reflecteix en el mirall junt amb el crani clarament més conscient de la mortalitat que simbolitza.

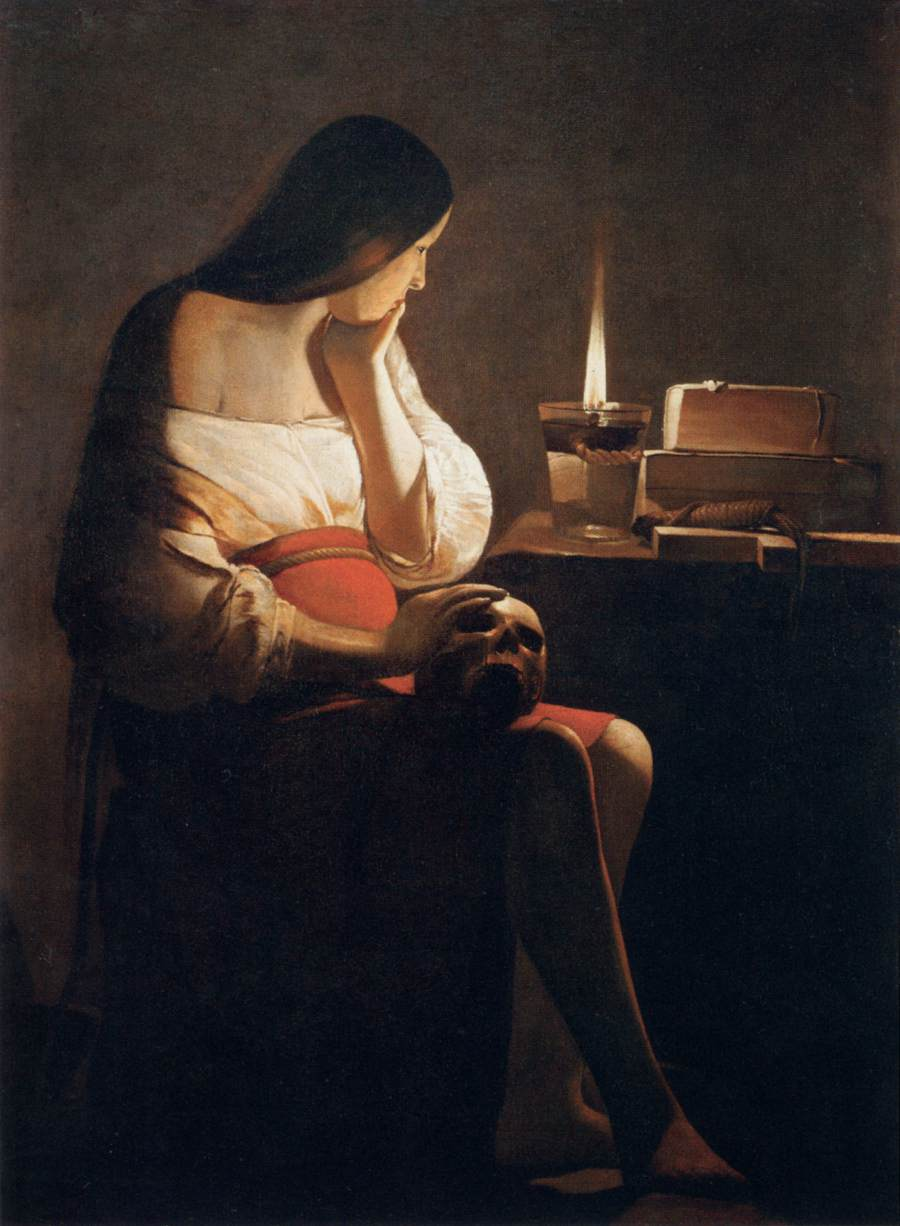
Magdalena penitent, Museu del Louvre
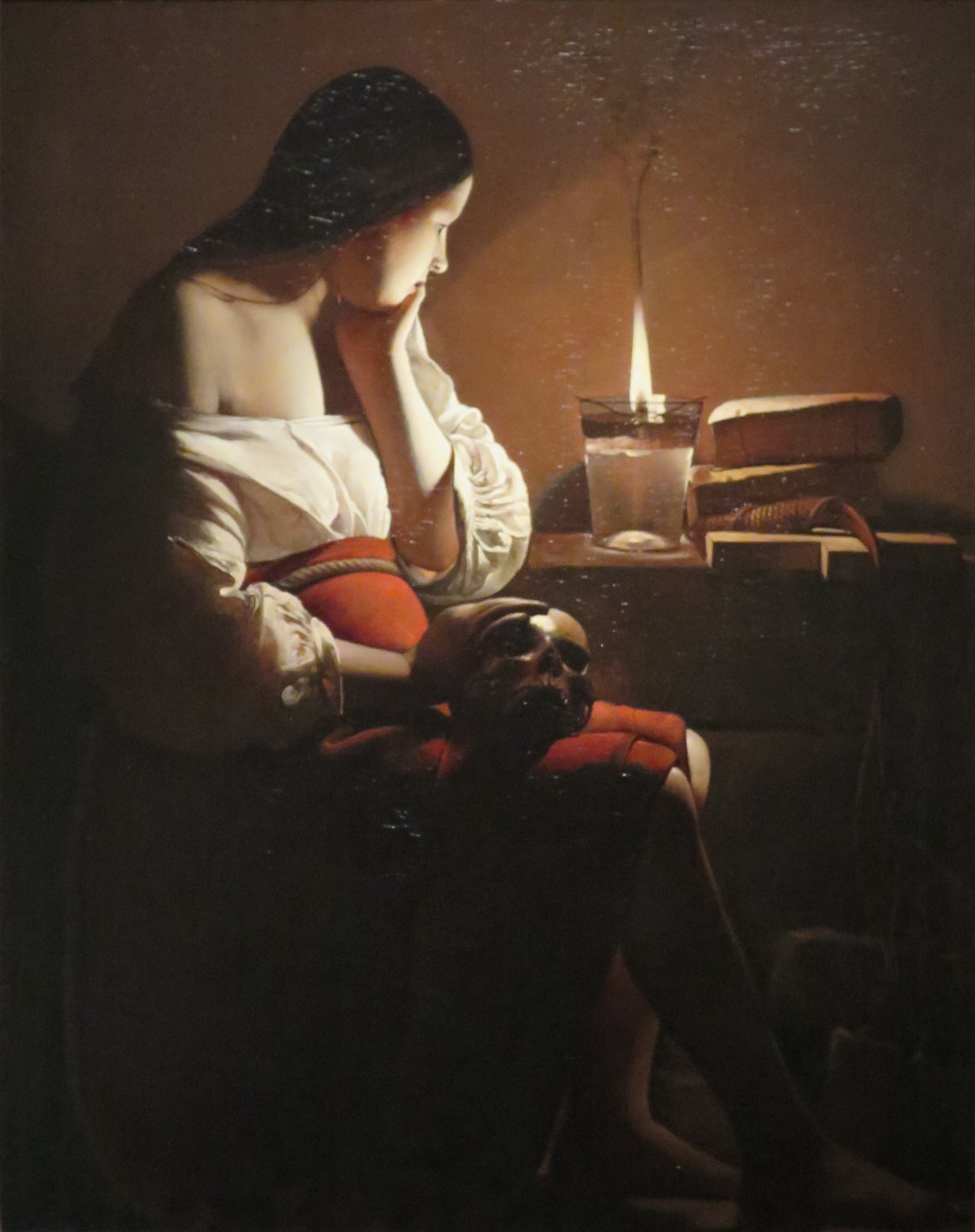
Magdalena penitent , Museu de Arte del Comtat de Los Angeles
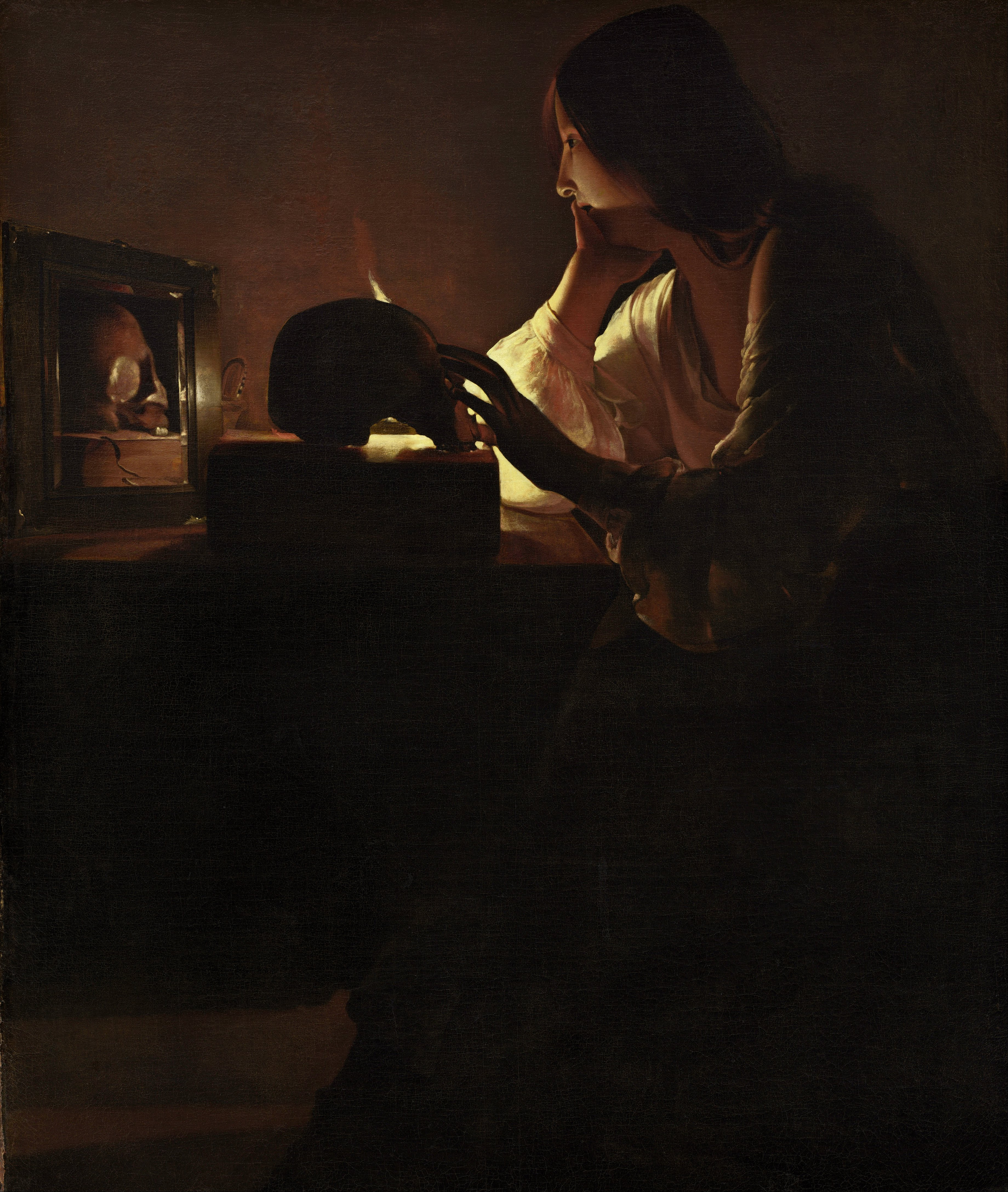
Maria Magdalena, National Gallery of Art
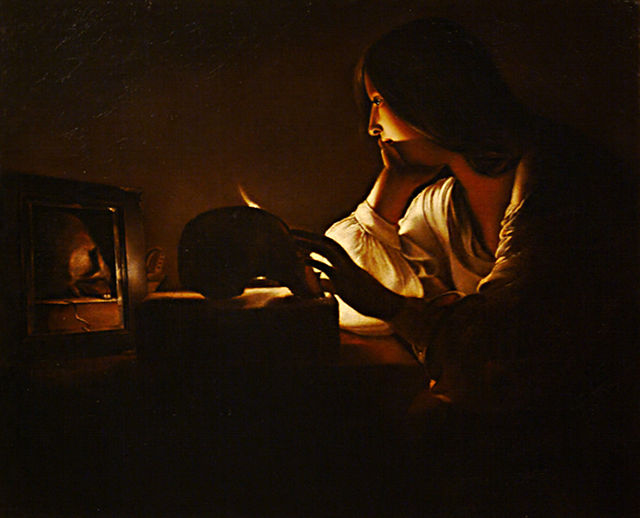
Magdalena y el mirall, Museu Lorrain, Nancy